# Estación Bonpland
Bonpland es una estación ferroviaria argentina, ubicada en la localidad de Bonpland Provincia de Corrientes, a 404 km de la Ciudad Capital Corrientes.

## Servicios
Pertenece al Ferrocarril General Urquiza, en el ramal que une las estaciones de Federico Lacroze, en la Ciudad Autónoma de Buenos Aires y Posadas, en la Provincia de Misiones. Era una estación intermedia del servicio del "Gran Capitán" que recorría hasta 2011
No presta servicios de pasajeros. Por sus vías corren trenes de carga de la empresa estatal Trenes Argentinos Cargas.